# فایرویو (نیوجرسی)
فایرویو (به انگلیسی: Fairview) شهری در ایالت نیوجرسی کشور ایالات متحده آمریکا است که جمعیت آن در سرشماری سال ۲۰۱۰ میلادی، ۱۳٬۸۳۵ نفر بوده‌است.